# ستريتس أوف ريج 3
ستريتس أوف ريج 3 (بالإنجليزية: Streets of Rage 3) (بالإنجليزية خاص لليابان:Bare Knuckle III)، هي لعبة إلكترونية من نوع الشوارع، أنتجت شركة سيجا سنة 1994، وتعمل لعدة أنظمة ألعاب فيديو، ومنها: نينتندو جيم كيوب وسيجا ميجا درايف، وتلعب لشخص أو شخصين فقط.

## وصلات خارجية
- ستريتس أوف ريج 3 guide في موقع ستراتيجي ويكي
- Streets of Rage 3 on Steam